# جيمي ريدمان
جيمي ريدمان (بالإنجليزية: Jamie Redman)‏ هي مجدفة أمريكية، ولدت في 19 يوليو 1986 في سبوكين في الولايات المتحدة.

## وصلات خارجية
- جيمي ريدمان على موقع الاتحاد الدولي للتجديف (الإنجليزية)